# Nedohub zlatovýtrusný
Nedohub zlatovýtrusný (Hypomyces chrysospermus), též nedohub zlatovýtrusý či prašnička zlatožlutá je parazitická vřeckovýtrusná houba rostoucí na hřibech, kde vytváří bělavý, zlatožlutý nebo žlutohnědý povlak. Je rozšířený v Evropě a Severní Americe, ale také v západní Austrálii. Na rozdíl od příbuzné houby Hypomyces lactifluorum je nejedlý.

## Taxonomie
Nedohub zlatovýtrusný byl poprvé popsán francouzskými mykology bratry Louisem René a Charlese Tulasnem v roce 1860. Druhové jméno je odvozeno ze starořeckého chryse- "zlatý", a sperma "semeno".
Nedohub zlatovýtrusný patří do rodu parazitických vřeckovýtrusných hub, jejichž druhy infikují různé druhy hub. Například H. lactifluorum napadá houby z čeledi holubinkovitých (Russulaceae), H. copletus a H. transformans klouzky (Suillus), H. melanocarpus především hřib žlučník, jiné nedohuby postihují širší škálu hub.

## Popis

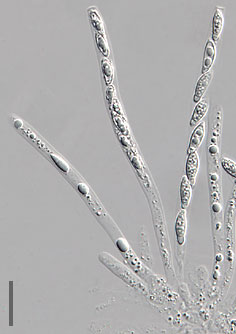
Vřecko a výtrusy

Nedohub zlatovýtrusný infikuje hřiby, zpočátku tvoří tenkou bělavou vrstvu, která poté zezlátně a nakonec nabývá červenohnědý puchýřkovitý vzhled. Maso hřibu měkne a ve třetí fázi napadení hnije. Tento nedohub může napadat jeden nebo více druhů hřibů, ale také čechratky a kořenovce.
Výtrusy jsou oválné a v bílé fázi mají hladký povrch. Měří 10-30 μm na délku a mají průměr 5–12 μm. Ve žluté fázi mají strupovitou, tlustší stěnu a kulatý tvar s průměrem 10–25 μm. Tyto dvě fáze jsou asexuální, sexuální je až fáze třetí, konečná. Tehdy jsou výtrusy válcovité, mají délku 25–30 μm a průměr 5–6 μm.

## Rozšíření a výskyt
Hypomyces chrysospermus je rozšířen v Severní Americe a v Evropě, kde je hojný. Běžně je rozšířen také v jihozápadní části západní Austrálie, kde se objevuje v lesích a pobřežní vegetaci.

## Jedlost
Nedohub zlatovýtrusný není jedlý a může být jedovatý.